# U-984
Unterseeboot 984 foi um submarino alemão do Tipo VIIC, pertencente a Kriegsmarine que atuou durante a Segunda Guerra Mundial.

## Comandantes
| Comandante         | Data                                       |
| ------------------ | ------------------------------------------ |
| Oblt. Heinz Sieder | 17 de junho de 1943 - 20 de agosto de 1944 |

## Subordinação
Durante o seu tempo de serviço, esteve subordinado às seguintes flotilhas:
| Período                                    | Flotilha                                  |
| ------------------------------------------ | ----------------------------------------- |
| 17 de junho de 1943 - 31 de julho de 1944  | 5. Unterseebootsflottille (treinamento)   |
| 1 de agosto de 1944 - 20 de agosto de 1944 | 9. Unterseebootsflottille (serviço ativo) |

## Operações conjuntas de ataque
O U-984 participou das seguinte operações de ataque combinado durante a sua carreira:
- Rudeltaktik Rügen (14 de janeiro de 1944 - 26 de janeiro de 1944)
- Rudeltaktik Stürmer (26 de janeiro de 1944 - 3 de fevereiro de 1944)
- Rudeltaktik Igel 1 (3 de fevereiro de 1944 - 17 de fevereiro de 1944)
- Rudeltaktik Dragoner (22 de maio de 1944 - 27 de maio de 1944)